# Jack Whatmough
Jack David Vincent Whatmough (Gosport, 19 agosto 1996) è un calciatore inglese, difensore dell'Huddersfield Town.

## Carriera

### Club
Cresciuto nei settori giovanili di Southampton e Portsmouth, il 19 agosto 2013 firma il primo contratto professionistico con il Pompey, di durata triennale, con cui esordisce in prima squadra il 26 novembre, nella partita di campionato persa per 1-2 contro il Southend United. Il 10 aprile 2014 rinnova con il Portsmouth; nel marzo del 2015 subisce tuttavia un grave infortunio al ginocchio, che lo costringe a un lungo periodo di stop. Il 6 gennaio 2016 viene ceduto in prestito mensile all'Havant & Waterlooville, ritornando poi a giocare con il Portsmouth nel successivo mese di aprile. Il 25 febbraio 2017 segna la prima rete in carriera, in occasione dell'incontro di Football League Two vinta per 0-3 contro il Carlisle United. Il 17 gennaio 2019 rinnova con il club dell'Hampshire fino al 2021, subendo tuttavia un nuovo grave infortunio al ginocchio nel mese di febbraio.
Il 4 giugno 2021 si trasferisce, da svincolato, al Wigan, con cui vince il campionato di Football League One, venendo anche nominato miglior giocatore della squadra. Il 13 febbraio 2023 prolunga con i Latics fino al 2025; il 26 luglio, a causa di mancati pagamenti, si svincola dal club. Il 2 agosto viene tesserato con un contratto triennale dal Preston North End.

### Nazionale
Ha giocato nelle nazionali giovanili inglesi Under-18 ed Under-19.

## Statistiche

### Presenze e reti nei club
Statistiche aggiornate al 26 dicembre 2023.
| Stagione          | Squadra           | Campionato        | Campionato | Campionato | Coppe nazionali | Coppe nazionali | Coppe nazionali | Coppe continentali | Coppe continentali | Coppe continentali | Altre coppe | Altre coppe | Altre coppe | Totale | Totale |
| Stagione          | Squadra           | Comp              | Pres       | Reti       | Comp            | Pres            | Reti            | Comp               | Pres               | Reti               | Comp        | Pres        | Reti        | Pres   | Reti   |
| ----------------- | ----------------- | ----------------- | ---------- | ---------- | --------------- | --------------- | --------------- | ------------------ | ------------------ | ------------------ | ----------- | ----------- | ----------- | ------ | ------ |
| 2013-2014         | Portsmouth        | FL2               | 12         | 0          | FACup+CdL       | 0+0             | 0               | -                  | -                  | -                  | FLT         | 0           | 0           | 12     | 0      |
| 2014-2015         | Portsmouth        | FL2               | 22         | 0          | FACup+CdL       | 1+1             | 0               | -                  | -                  | -                  | FLT         | 0           | 0           | 24     | 0      |
| feb.-giu. 2016    | Portsmouth        | FL2               | 2          | 0          | FACup+CdL       | -               | -               | -                  | -                  | -                  | FLT         | -           | -           | 2      | 0      |
| 2016-2017         | Portsmouth        | FL2               | 10         | 1          | FACup+CdL       | 0+0             | 0               | -                  | -                  | -                  | FLT         | 2           | 0           | 12     | 1      |
| 2017-2018         | Portsmouth        | FL1               | 14         | 0          | FACup+CdL       | 0+1             | 0               | -                  | -                  | -                  | FLT         | 1           | 0           | 16     | 0      |
| 2018-2019         | Portsmouth        | FL1               | 26         | 0          | FACup+CdL       | 4+0             | 0               | -                  | -                  | -                  | FLT         | 0           | 0           | 30     | 0      |
| 2019-2020         | Portsmouth        | FL1               | 1          | 0          | FACup+CdL       | 0+0             | 0               | -                  | -                  | -                  | FLT         | 2           | 0           | 3      | 0      |
| 2020-2021         | Portsmouth        | FL2               | 34         | 2          | FACup+CdL       | 1+1             | 0               | -                  | -                  | -                  | FLT         | 1           | 0           | 37     | 2      |
| Totale Portsmouth | Totale Portsmouth | Totale Portsmouth | 121        | 3          |                 | 9               | 0               |                    | -                  | -                  |             | 6           | 0           | 136    | 3      |
| 2021-2022         | Wigan             | FL1               | 46         | 2          | FACup+CdL       | 3+0             | 1+0             | -                  | -                  | -                  | FLT         | 1           | 0           | 50     | 3      |
| 2022-2023         | Wigan             | FLC               | 37         | 1          | FACup+CdL       | 2+0             | 0               | -                  | -                  | -                  | -           | -           | -           | 39     | 1      |
| Totale Wigan      | Totale Wigan      | Totale Wigan      | 83         | 3          |                 | 5               | 1               |                    | -                  | -                  |             | 1           | 0           | 89     | 4      |
| 2023-2024         | Preston N.E.      | FLC               | 13         | 0          | FACup+CdL       | 0+1             | 0               | -                  | -                  | -                  | -           | -           | -           | 14     | 0      |
| Totale carriera   | Totale carriera   | Totale carriera   | 217        | 6          |                 | 15              | 1               |                    | -                  | -                  |             | 7           | 0           | 239    | 7      |

## Palmarès

### Club

#### Competizioni nazionali
- Football League One: 1

Wigan: 2021-2022
- Campionato inglese di quarta divisione: 1

Portsmouth: 2016-2017
- Football League Trophy: 1

Portsmouth: 2018-2019